# Kiel
Pour les articles homonymes, voir Kiel (homonymie).
Kiel [kiːl]  est une ville du Nord de l'Allemagne, capitale de l'État fédéré (Land) de Schleswig-Holstein. Avec ses 247 755 habitants, elle est la ville la plus peuplée et l'une des quatre villes autonomes du Schleswig-Holstein (avec Flensbourg, Lübeck et Neumünster).
Kiel est une des 30 plus grandes villes d'Allemagne. Elle se situe en bordure de la mer Baltique, à l'entrée est du canal de Kiel. Cette voie navigable artificielle, qui relie la mer Baltique à la mer du Nord, est la plus fréquentée au monde. C'est donc un port important, composé d'une partie militaire, d'un port de commerce (le plus grand port allemand pour le transport de passagers) et de chantiers navals. Trois lignes de ferries assurent des liaisons quotidiennes avec Göteborg (Suède), Oslo (Norvège) et six fois par semaine avec Klaipėda (Lituanie).
La ville est également connue grâce à la Semaine de Kiel (Kieler Woche) et à son équipe de handball, le THW Kiel.

## Histoire
| Appartenances historiques Comté de Holstein 1233-1261 Comté de Holstein-Kiel 1261-1390 Comté de Holstein-Rendsburg 1390-1459 Comté de Holstein 1459-1474 Duché de Holstein 1474-1544 Duché de Schleswig-Holstein-Gottorp 1544-1720 Duché de Holstein-Gottorp 1720-1773 Duché de Holstein 1773-1866 Royaume de Prusse (Province du Schleswig-Holstein) 1866-1918 République de Weimar 1918-1933 Reich allemand 1933-1945 Allemagne occupée 1945-1949 Allemagne de l'ouest 1949-1990 Allemagne 1990-présent |

Kiel est fondée en 1233 par le comte Adolphe IV de Holstein. Son fils Jean Ier de Schauenbourg lui donna les droits municipaux en 1242, époque où elle devint la résidence des comtes de Holstein.
Admise dans la Ligue hanséatique en 1284, Kiel en fut chassée en 1518 pour avoir abrité des pirates dans son port, et fut plusieurs fois assiégée et prise pendant la guerre de Trente Ans.
En 1665, le duc Christian-Albert de Holstein-Gottorp fonda l'université Christian Albrecht de Kiel.
Le traité de Kiel, conclu entre la Suède et le Danemark à Kiel le 14 janvier 1814, fit entrer le Danemark dans la coalition formée contre la France.
Après l'annexion du Schleswig et du Holstein par la Prusse en 1866, le roi Guillaume Ier transféra sa flotte militaire de Dantzig à Kiel : la ville devint alors le grand port militaire du royaume de Prusse sur la Baltique. La ville et le port sont situés au fond d'une sorte d'estuaire, le Kieler Förde, ancienne vallée glaciaire engloutie d'une longueur de 17 km, accessible à des navires de gros tonnage et fort tirant d'eau.

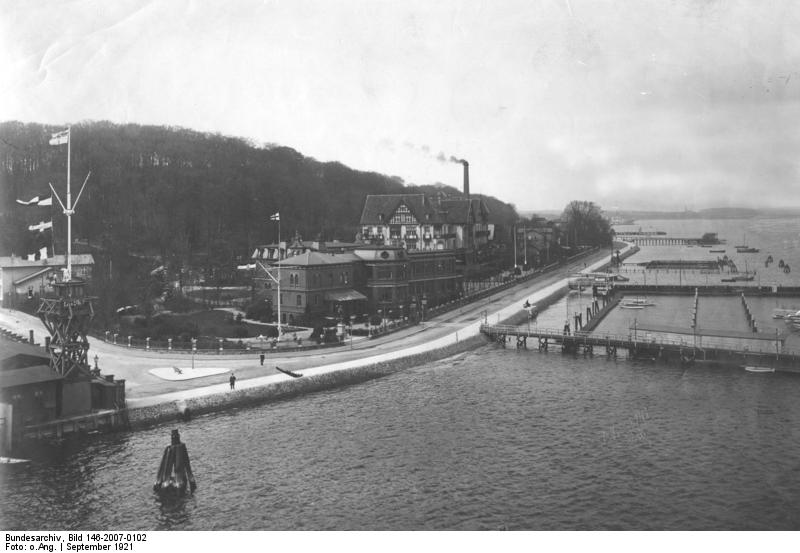
Yacht-Club, septembre 1921.

En 1867, les premiers chantiers navals voient le jour, mais c'est avec l'inauguration de l'arsenal Germania en 1882 que cette activité prend réellement un essor industriel. Les premiers sous-marins de fabrication allemande sortent des ateliers de Kiel en 1903. Ainsi, la majorité des grands services maritimes de l'Empire allemand vont y être installés : amirauté, état-major de l'artillerie de marine, Académie navale, direction des constructions navales, qui entraîna un formidable essor démographique de la ville.
Cependant, c'est dans le port militaire de Kiel qu'éclate le 30 octobre 1918, une mutinerie qui sera l'événement déclencheur de la révolution allemande. Celle-ci mettra fin à l'existence de l'Empire allemand, du royaume de Prusse et de la monarchie des Hohenzollern.
| Année | Population |
| ----- | ---------- |
| 1864  | 18 695     |
| 1875  | 37 250     |
| 1894  | 70 455     |
| 1905  | 163 772    |
| 1910  | 211 627    |

Kiel a été largement détruite par l'aviation alliée pendant la Seconde Guerre mondiale. C'était, en effet, un objectif stratégique en raison de l'installation sur place d'une des principales bases d'entraînement et de réparation de la flotte de sous-marins (U-Boot) de la Kriegsmarine commandée par l'amiral Dönitz.

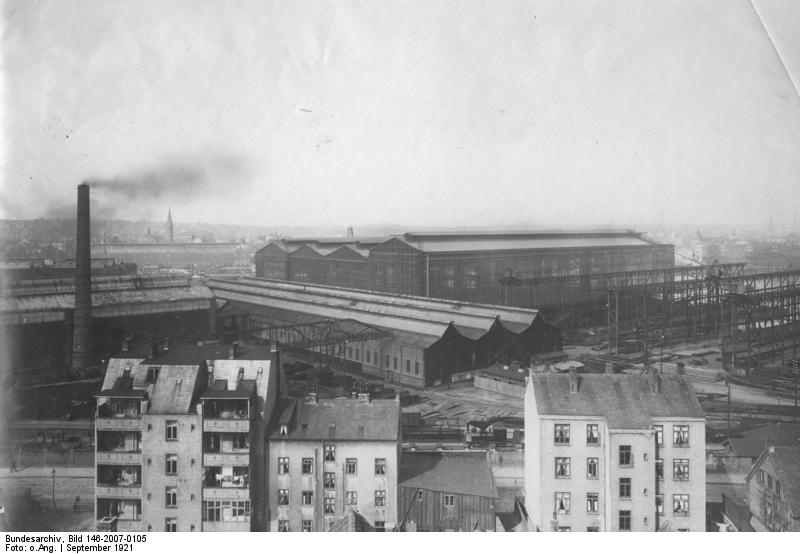
Usines Krupp.
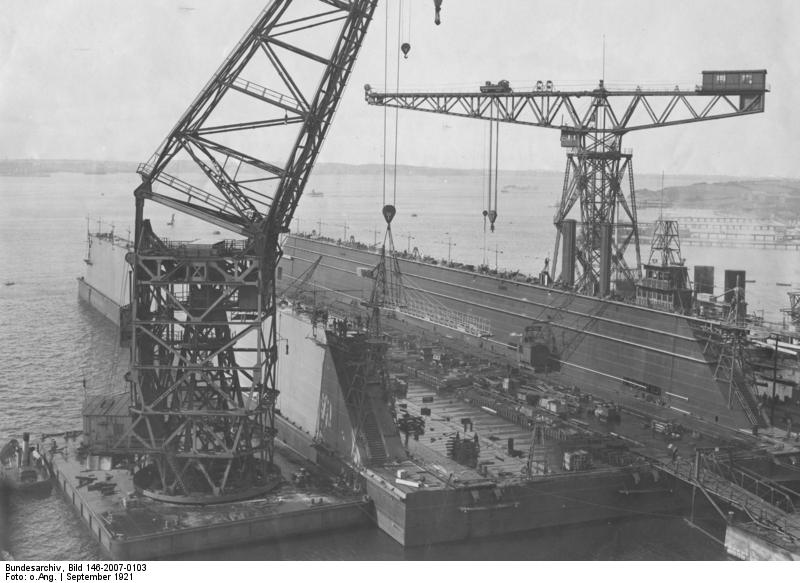
Port de Kiel, 1921.
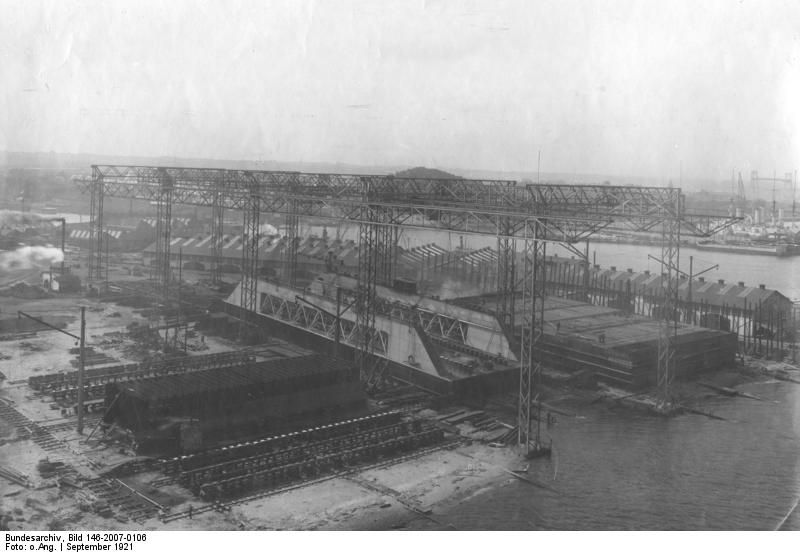
Port de Kiel, 1921.
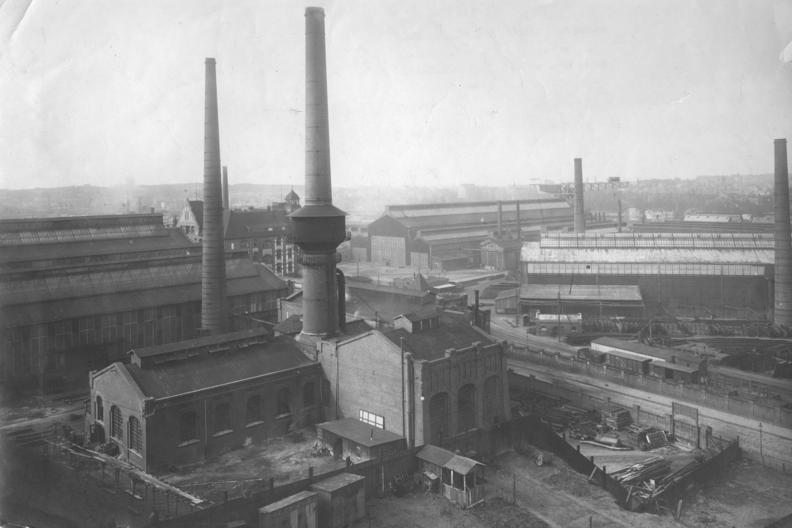
Usines Krupp, septembre 1921.
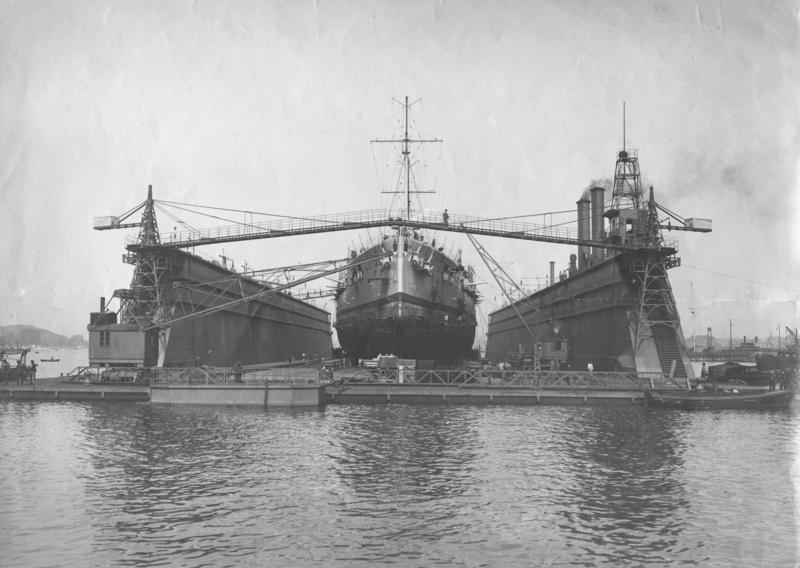
Chantier naval, 1921.
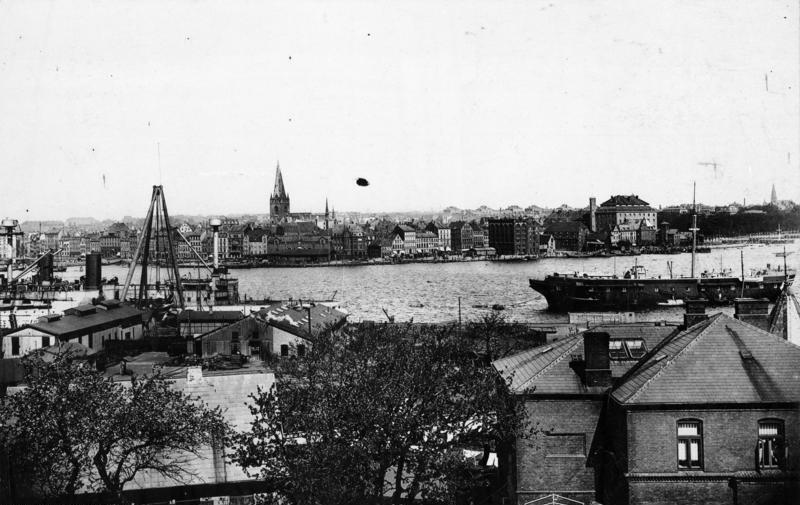
Kiel en 1893.

## Politique
Le conseil municipal (Stadtrat), composé de 49 membres, est élu pour cinq ans, le dernier scrutin ayant eu lieu en 2023 (14 mai).
| Parti | Parti     | Sièges |
| ----- | --------- | ------ |
|       | SPD       | 11     |
|       | CDU       | 11     |
|       | Verts     | 14     |
|       | Die Linke | 3      |
|       | AfD       | 3      |
|       | SSW       | 4      |
|       | Autre     | 3      |

La majorité est constituée d'une « coalition en feu tricolore danois » entre le Parti social-démocrate d'Allemagne (SPD), de l'Alliance 90 / Les Verts (Grünen) et la Fédération des électeurs du Schleswig du Sud (SSW). Ensemble, ils disposent de 30 élus sur 53, soit 56,6 % des sièges.
Après la démission en mai 2012 du bourgmestre social-démocrate Torsten Albig, devenu ministre-président de Schleswig-Holstein, Susanne Gaschke est élue pour lui succéder au mois de novembre suivant. Elle doit cependant renoncer à ses fonctions en octobre 2013, à la suite d'un scandale fiscal. Peter Todeskino (de), vice-bourgmestre écologiste, prend alors l'intérim. Ulf Kämpfer (de) (SPD) est élu le 23 mars 2014 avec 63,1 % des voix au poste de bourgmestre supérieur. Il est confortablement réélu le 27 octobre 2019 (son second mandat commence le 24 avril 2020) dès le premier tour avec 65,8 % des voix. Renate Treutel est bourgmestre depuis 2018.

## Monuments
- La mairie, œuvre de l'architecte Hermann Billing (1907-11), dont la tour (inspirée du campanile de la basilique Saint-Marc de Venise) est l'emblème de la ville. La toiture de style art nouveau a été détruite en 1945 et remplacée par un toit ordinaire.
- Opéra de Kiel (de), anciennement théâtre municipal, œuvre de Heinrich Seeling (1905-07), situé à côté de la mairie et, comme cette dernière, construit originellement dans le style art nouveau, a été largement endommagé pendant la guerre et restauré de façon très simple.
- L'église protestante Saint-Nicolas (de), de style gothique, seule église paroissiale jusqu'en 1875, est remaniée entre 1876-79 et reconstruite après avoir été sévèrement endommagée par les bombardements de 1945. La décoration originale a été préservée, et les fonts baptismaux de bronze dans la chapelle Pommern sont d'un grand intérêt historique.
- Église protestante Saint-Pierre (de) (1905-1909) (anciennement église de la garnison maritime) à Kiel-Wik.
- Château de Kiel, appartenant aux comtes de Schauenburg, puis au prince électeur de Holstein-Gottorp (1721-1773) : l'aile ouest est dans son état d'origine, mais le bâtiment principal, très endommagé, a été démoli en 1959 et remplacé par un bâtiment moderne qui accueille des manifestations culturelles.
- Maison Warleberger (de) (musée municipal), dernier vestige des habitations aristocratiques de la ville qui date de 1616, sans doute le seul bâtiment privé construit avant 1864 dans le centre historique de Kiel et donc la plus ancienne maison de la ville.
- La pompe (de) (Die Pumpe), friche industrielle, ancienne usine de distribution d'eau de la ville (1929). Reconvertie aujourd'hui en salle de spectacle et centre culturel.
- Le cloître de l'ancien couvent du Saint-Esprit, le plus ancien bâtiment de la ville, accueille des expositions.
- Palais de justice (1892-1894) près du Petit Kiel.
- Parlement du Land de Kiel (de), ancienne académie de marine qui accueille aujourd'hui le parlement du Schleswig-Holstein sur les bords du fœrde de Kiel.
- Campus de Hörn (de), avec son architecture moderne et sa façade de verre incurvée.
- Tour de radio-télévision (de) (fermée au public).
- Muséum zoologique de Kiel.
- Cimetière du Nord (Kiel).
- Cimetière du Sud (Kiel).
- Synagogue de la Goethestraße, inaugurée en 1910 et incendiée par les nazis durant la nuit de Cristal en novembre 1938.

## Galerie

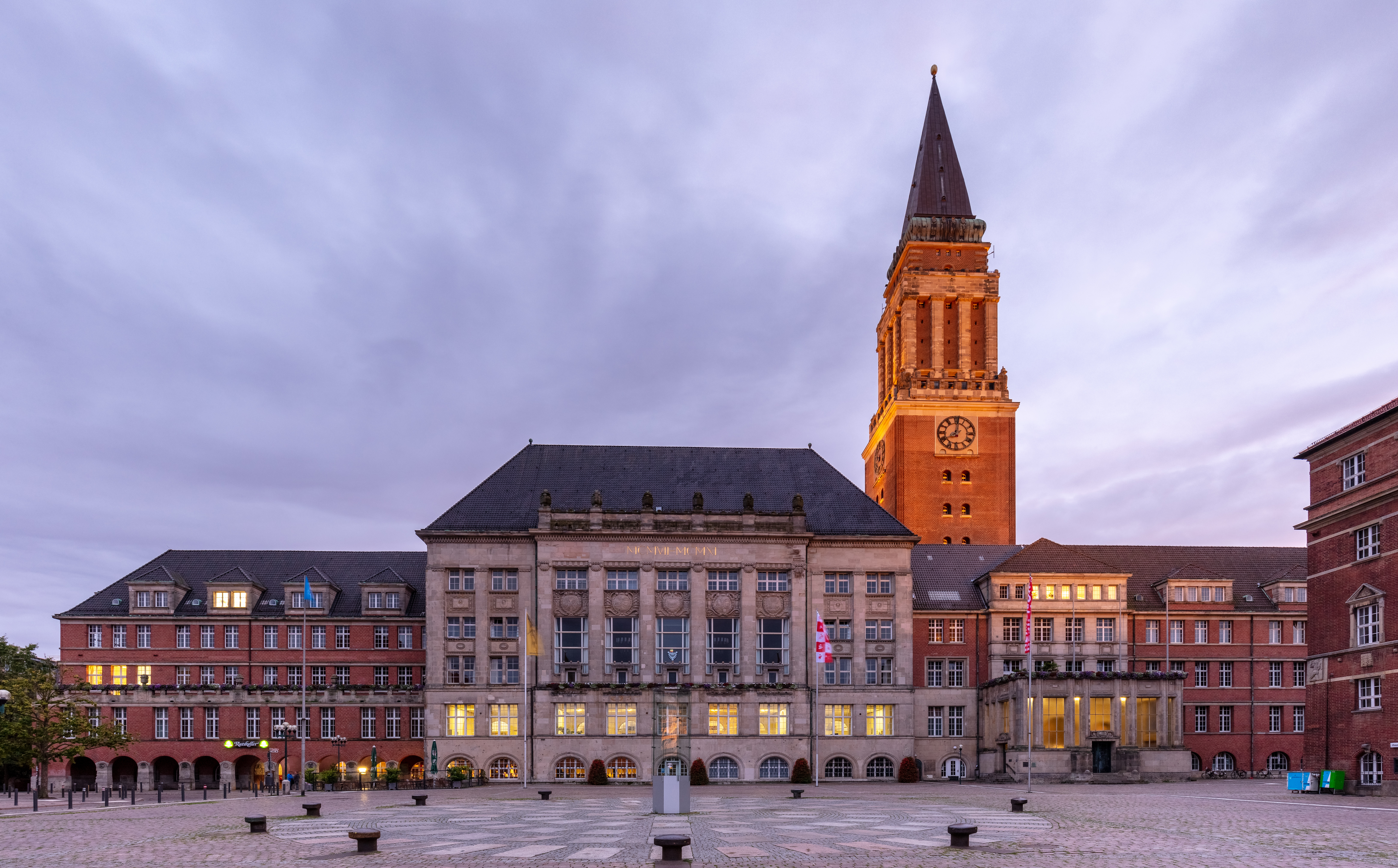
Mairie de Kiel
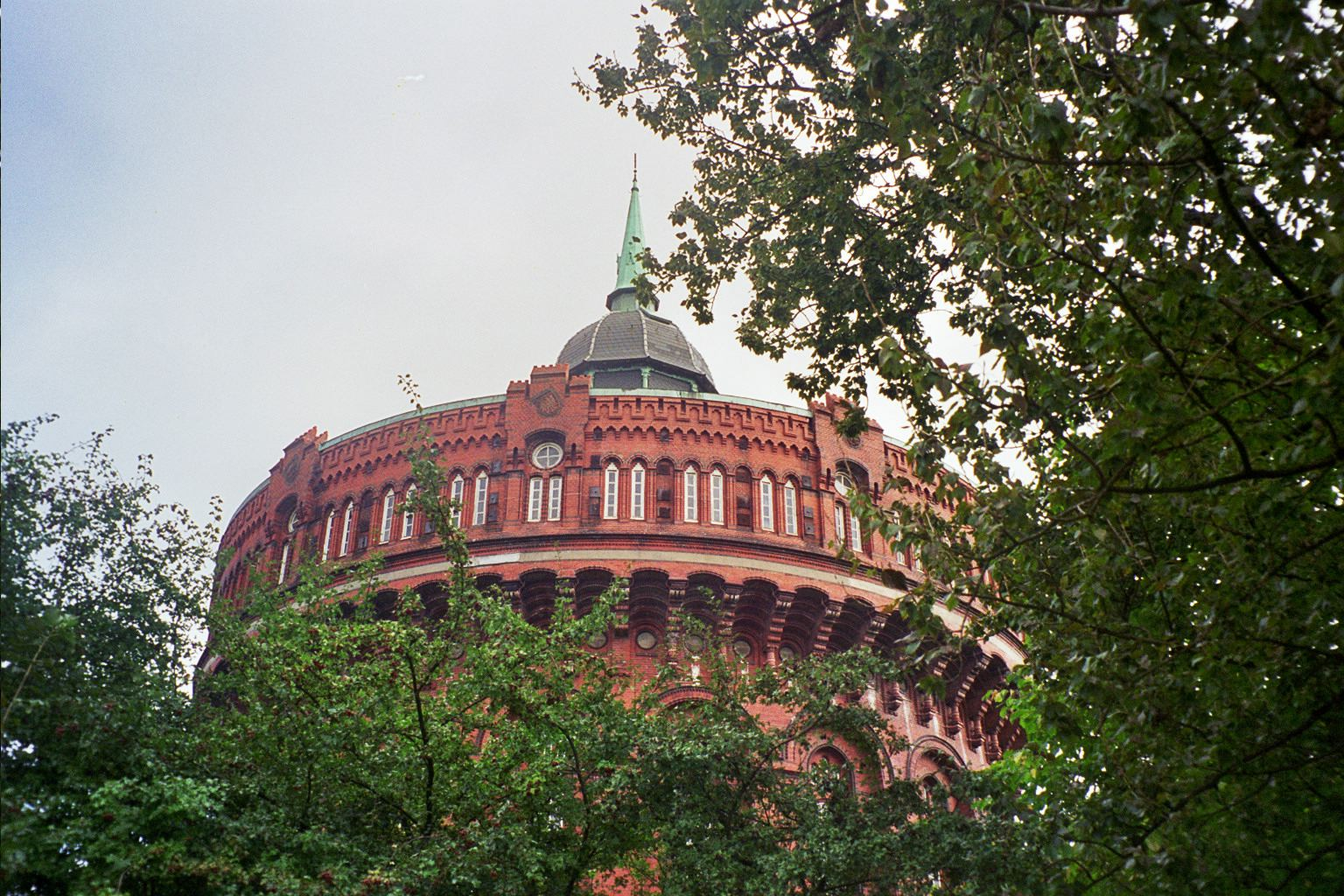
Château d'eau de Ravensberg.
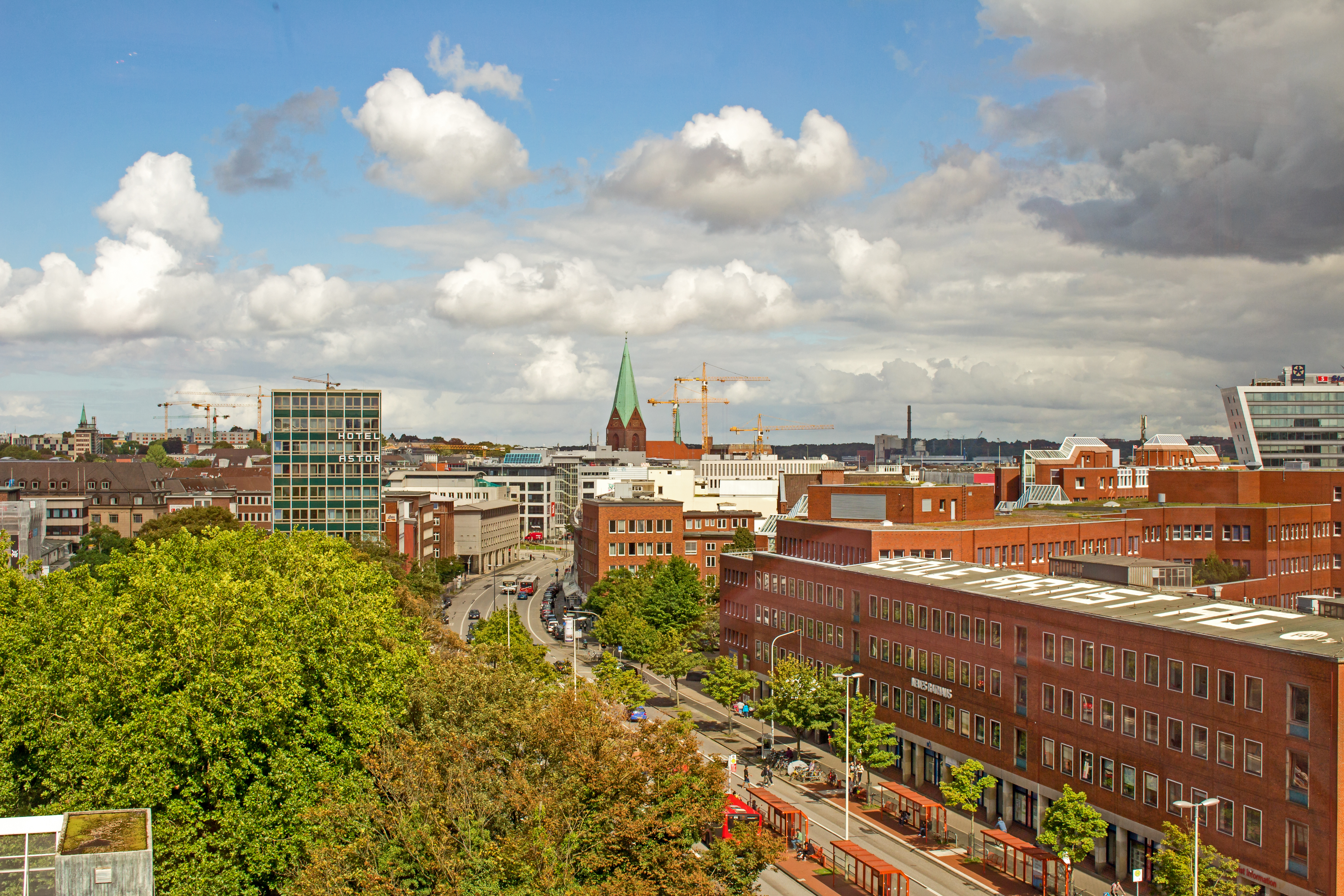
Nouvelle Mairie de Kiel, et vue vers le port avec la tour de Saint-Nicolas.
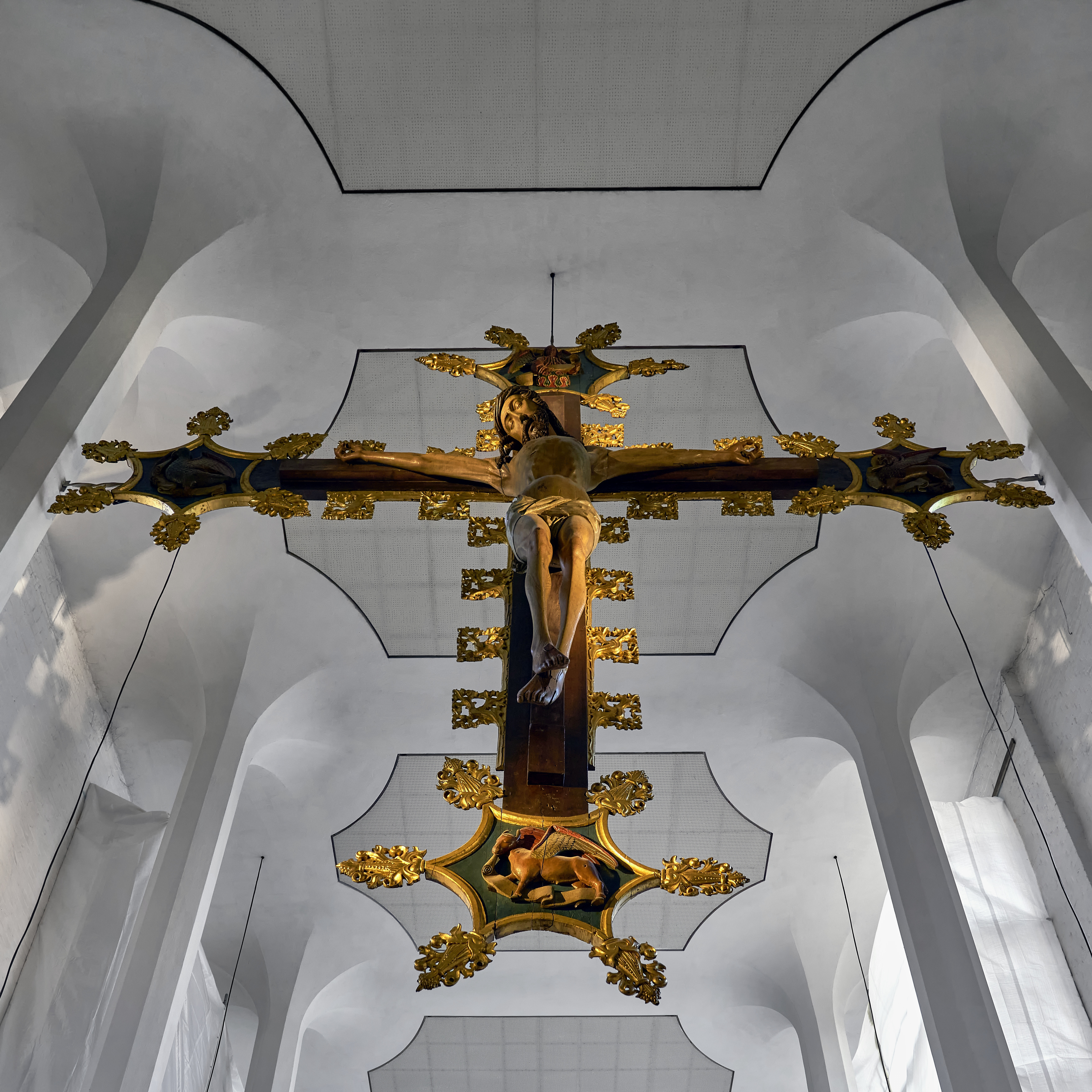
La croix triomphante dans l'église Saint-Nicolas de Kiel. Juin 2018.
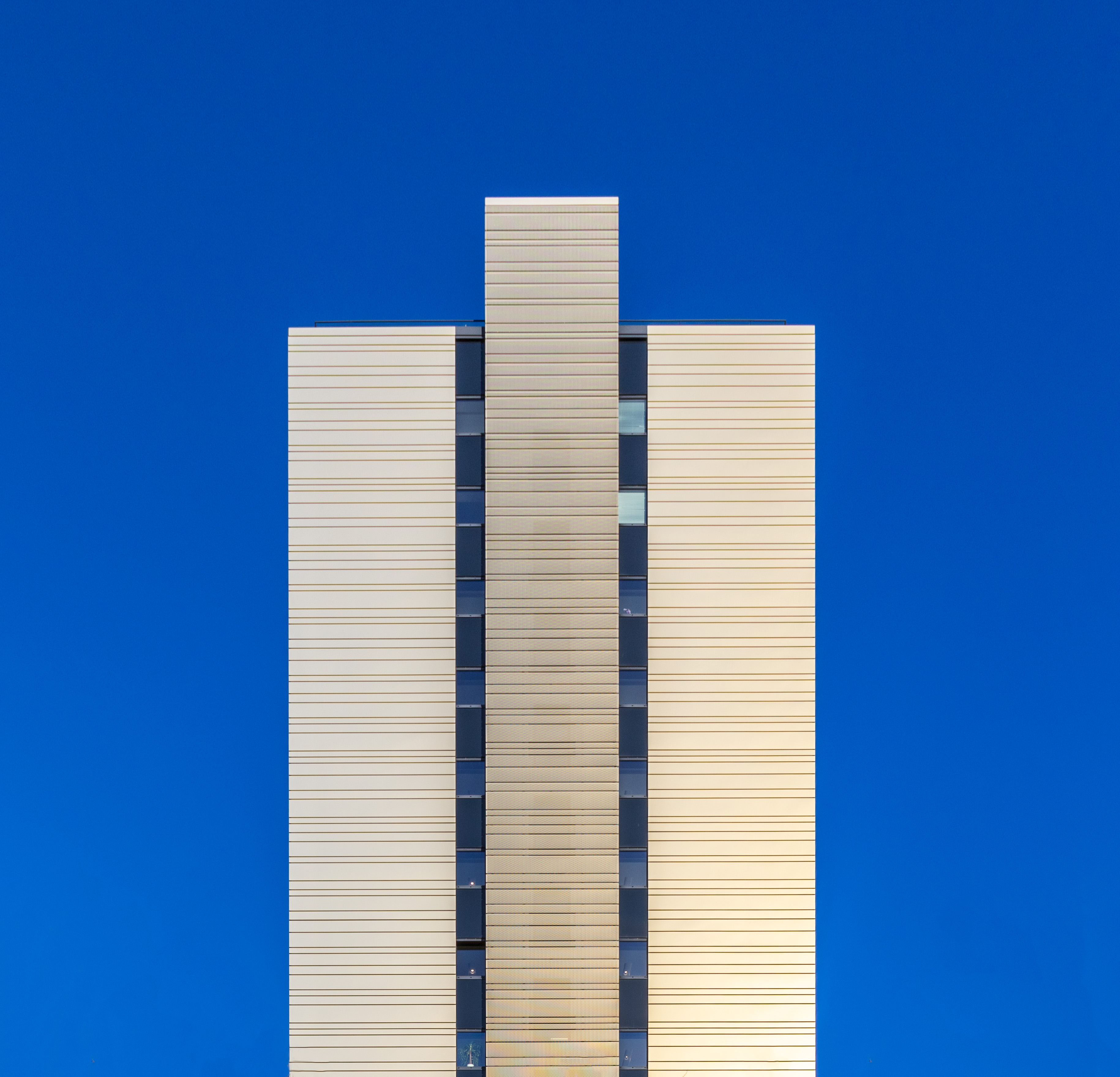
Le bureau du percepteur
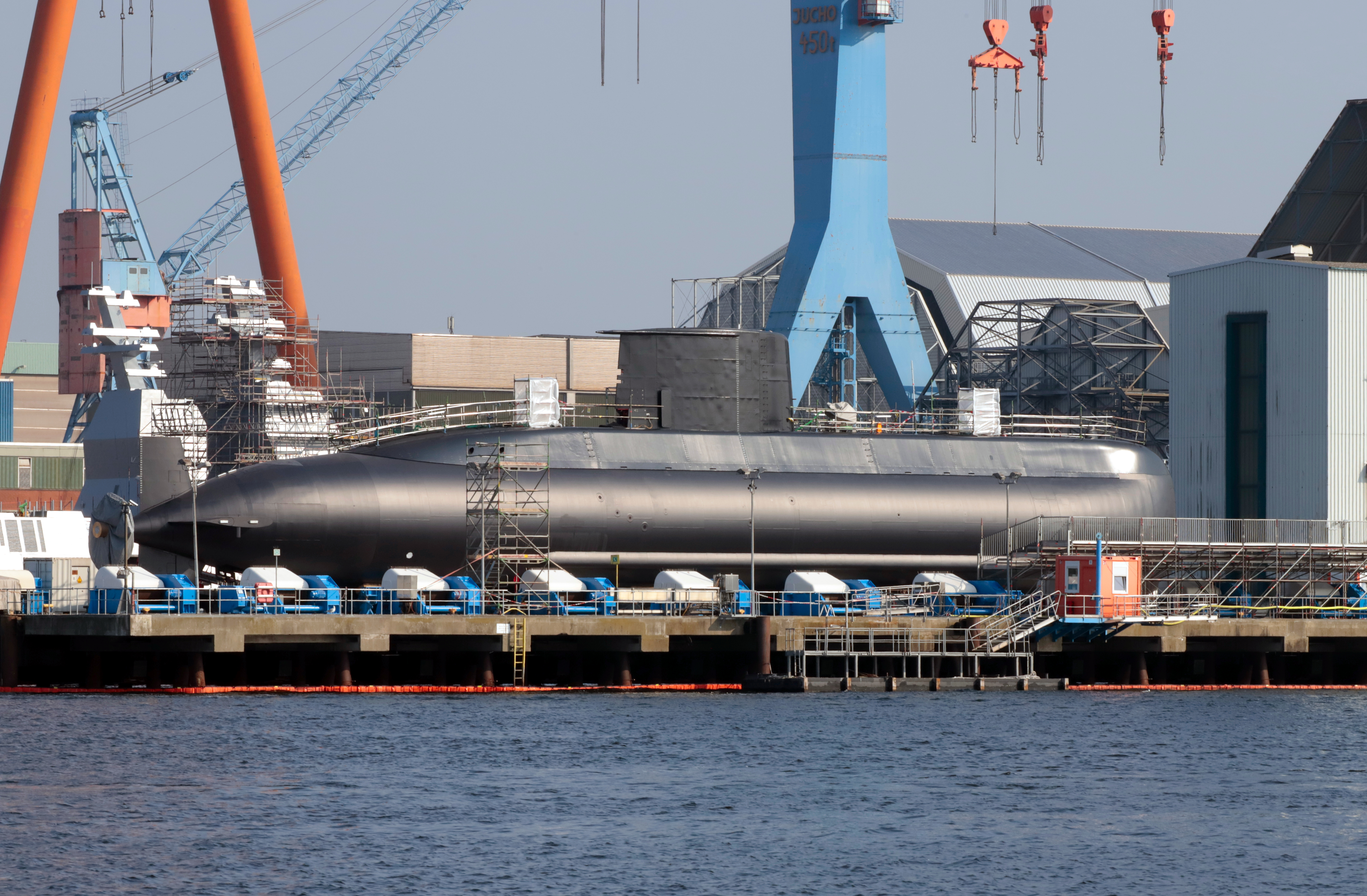
Chantier naval avec sousmarine
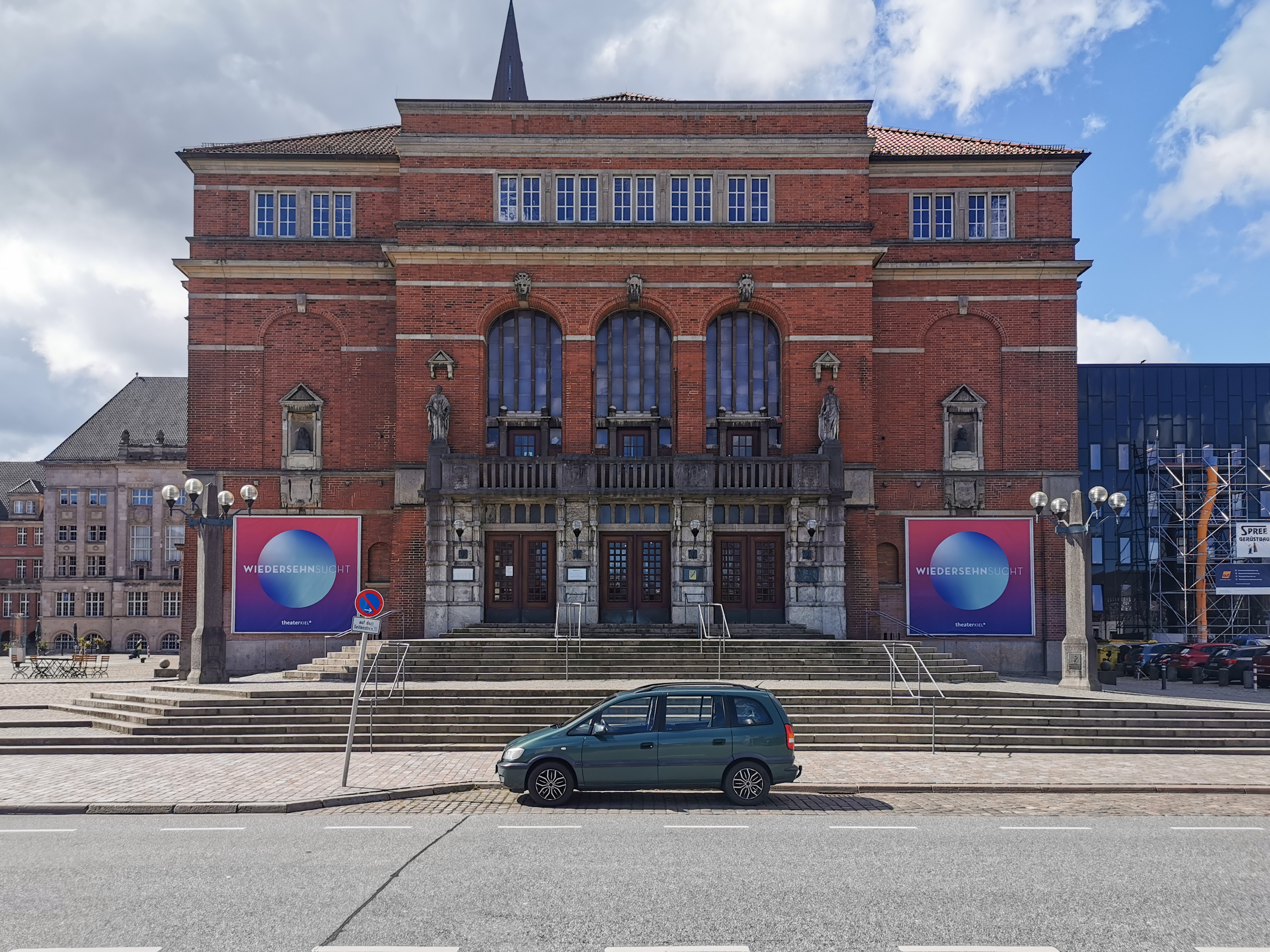
L’Opéra de Kiel
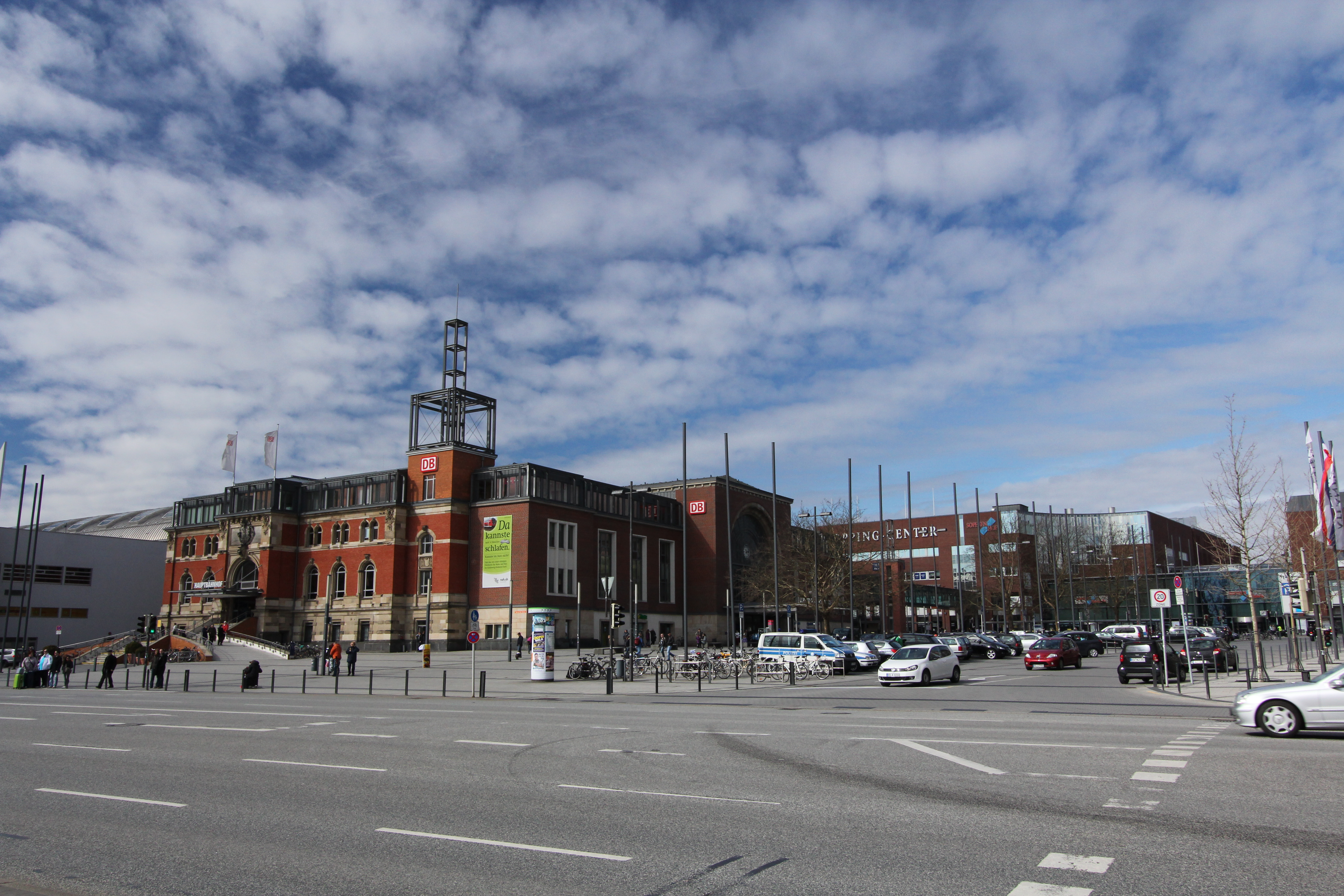
Gare centrale
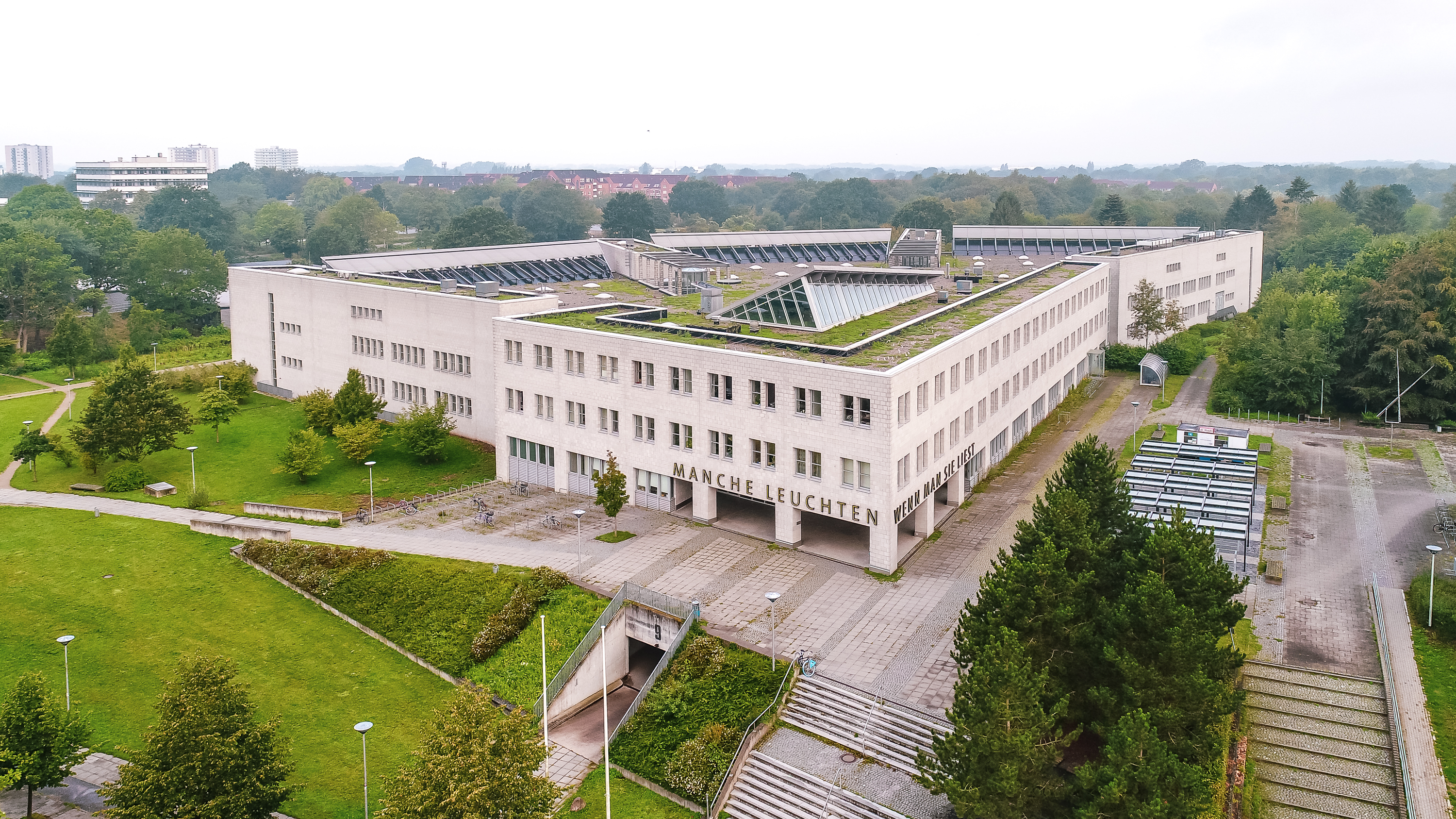
Université – Bibliothèque centrale

## Sports
- Voile : Semaine de Kiel (Kieler Woche) est une compétition de voile qui a lieu tous les ans au mois de juin. Sa première édition date de 1882. Créée à l’initiative d’officiers de la marine et de notables, ce n’est alors qu’une modeste régate de 20 voiliers. Le Kaiser Guillaume II (féru de yachting et propriétaire du voilier Meteor) s’y rend pour la première fois en 1889, puis participe à son développement pour concurrencer la Semaine de Cowes, que patronnait sa grand-mère la reine Victoria. C’est devenu l'un des plus grands rendez-vous mondial de nautisme, ainsi que la plus grande fête populaire estivale du Nord de l'Europe[7]. C'est une épreuve phare pour la voile légère, notamment les séries olympiques, contrairement à la Semaine de Cowes, plus tournée vers les voiliers habitables. La Semaine de Kiel rassemble chaque année 5 000 sportifs de 50 pays, 2 000 bateaux et environ trois millions de visiteurs[7].

Depuis 1945, la manifestation se veut être un symbole de l’entente entre les peuples, cela se matérialise notamment par un marché international (Internationaler Markt) sur la place de la mairie (Rathausplatz) où l’on peut déguster des spécialités culinaires provenant des quatre coins du monde.
Parmi les nombreux évènements organisés, des concerts en plein air sur différentes scènes, une grande parade rassemblant une centaine de vieux gréements. Les festivités s’achèvent, le dernier dimanche, par un feu d’artifice visible de toute la baie de Kiel.
Par ailleurs, le plan d'eau de Kiel a accueilli les épreuves de voile lors des Jeux olympiques disputés en Allemagne (les Jeux olympiques de Berlin de 1936 et ceux de Munich de 1972). Le port de plaisance Olympia Hafen et les hébergements construits en 1972 ont été considérés comme un modèle du genre.
Cette expertise est à l'origine de la coopération entre Kiel et Qingdao (ou Tsing Tao) en Chine, pour l'organisation des épreuves de voile des JO 2008 (épreuves principales à Pékin).
- Kiel s'illustre aussi au handball. Son équipe, le THW Kiel (surnommée « Die Zebras » en raison de leur tunique blanche et noire), évolue au plus haut niveau en Bundesliga. Kiel a remporté 21 titres de champion d'Allemagne dont 18 après la réunification (1957, 1962, 1963, 1994, 1995, 1998 à 2000, 2002, 2005 à 2010, 2012 à 2015 et 2020) et trois titres de champion d'Europe (2007, 2010, 2012). Elle a également joué deux finales (2008 et 2009). Le handball est devenu le sport phare de cette ville (l'équipe première de football, le Kieler SV Holstein, étant en Bundesliga pour la première fois en 2024).

C'est d'ailleurs dans le club de Kiel, que Nikola Karabatic, international français et meilleur joueur au monde, évoluait jusqu'en 2009. Le gardien international Thierry Omeyer ainsi que Daniel Narcisse y ont, eux aussi évolués.jusqu'en 2013.
- Kieler SV Holstein est l'équipe de football locale la plus connue, celle-ci fut Championne d'Allemagne en 1912.
- Kiel possède une équipe de football américain les Kiel Baltic Hurricanes[9].

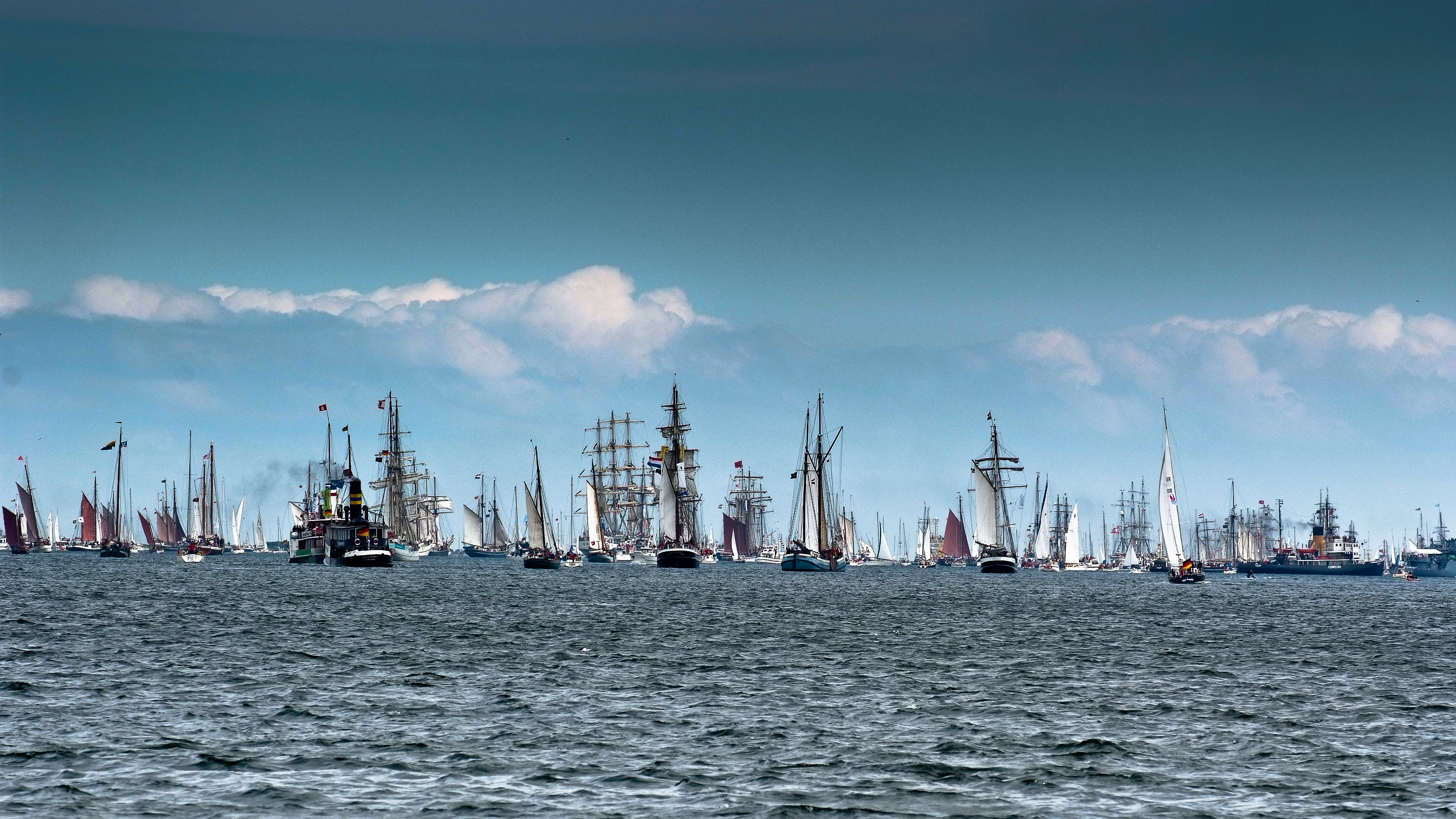
Parade de vieux gréements à la Semaine de Kiel 2009.
Régate devant Laboe à la Semaine de Kiel 2003.
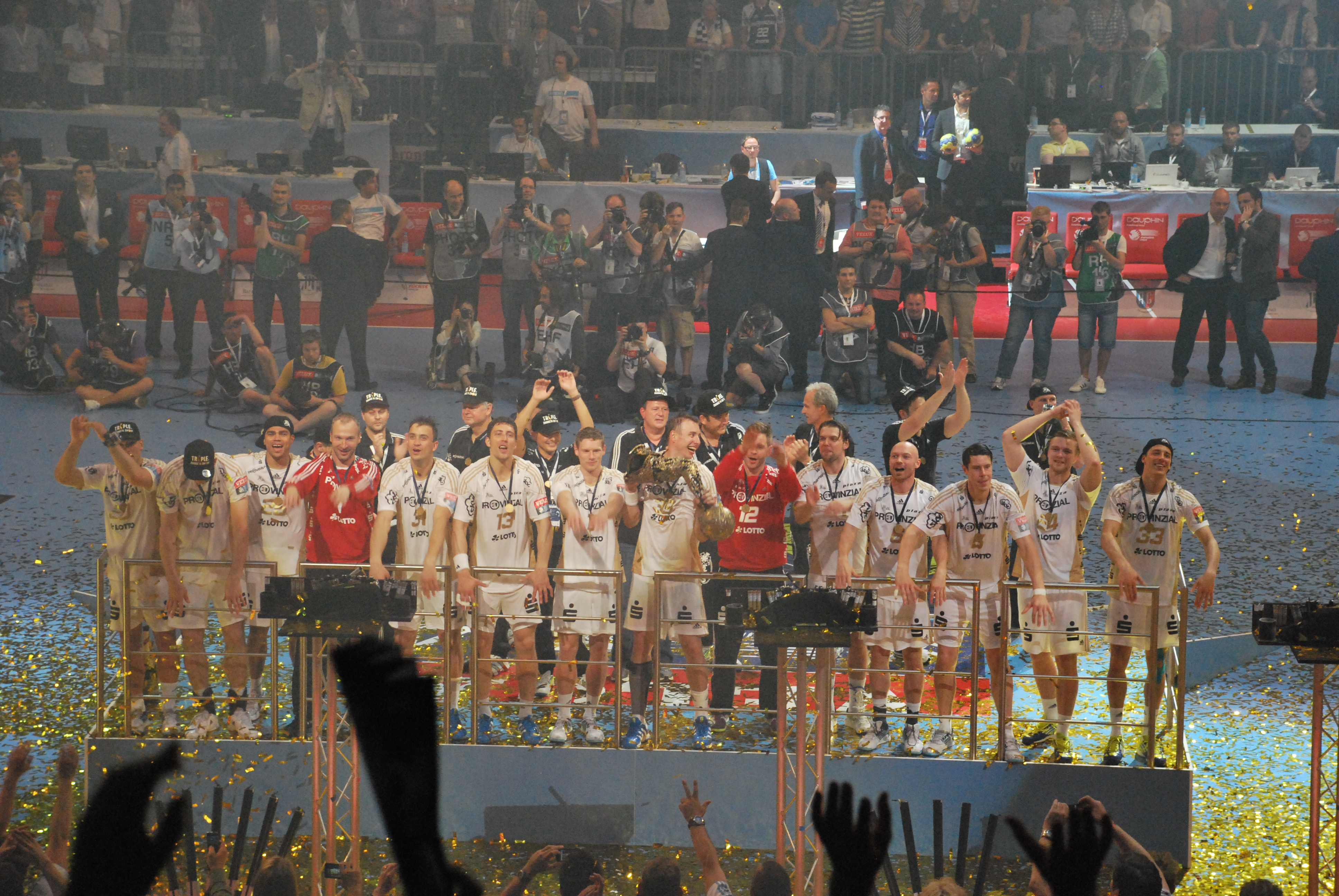
THW Kiel Final 2012.

## Éducation et recherche scientifique
L'université de Kiel (en allemand : Christian-Albrechts-Universität), fondée par le duc Christian Albrecht en 1665, avec environ 25 000 étudiants, est la seule université polyvalente du Schleswig-Holstein. Parmi les autres installations en partie lié à l'Université de Kiel, il faut signaler la Bibliothèque nationale allemande d'économie (en) (ZBW - Centre d'Information Leibniz d'Économie), l'Institut mondial d'économie (en)(IfW - Institut für Weltwirtschaft), l'Institut Leibniz d'océanographie (IFM-GEOMAR) et l'institut de recherche de la Bundeswehr d'acoustique subaquatique et de géophysique.
À côté de cela, il existe d'autres établissements d'enseignement tels que l'Université des sciences appliquées de Kiel (en) (fondée en 1969) et l'école d'Arts Muthesius (fondée en 1907). Un projet de Campus de l'école de gestion et d'économie mondiale et multimédia de Murmann n'a pas abouti. De plus, l'Académie économique du Schleswig-Holstein (de) est une académie professionnelle qui offre une formation avancée pour les économistes à un double cursus : une spécialisation à l'information commerciale ainsi qu'à l’ingénierie industrielle.
Il convient de mentionner en tant qu'institution départementale de recherche l'Institut fédéral pour la recherche laitière lequel a été fusionné avec l'Institut Max-Rubner en 2004. La capitale de Land qu'est Kiel est un des membres corporatifs de la Société Max-Planck pour le développement des sciences.
Le ARGE-SH (en), institution de recherche dans le bâtiment, la plus ancienne de la république d'Allemagne, a son siège à Kiel.
La ville compte douze Gymnasium (la plus avancée des trois types d'écoles secondaires allemandes), dont la Kieler Gelehrtenschule (École universitaire de Kiel), fondé en 1320 en tant que Gymnasium humaniste, est le plus ancien. Les autres écoles secondaires sont entre autres le Gymnasium Elmschenhagen (Lycée d'Elmschenhagen) et le Max-Planck-Schule axé sur les sciences naturelles et le Ricarda-Huch-Schule axé sur les langues.
En outre, il existe de nombreuses écoles polyvalentes, écoles secondaires et écoles privées dans toute l'agglomération urbaine.

## Événements
La ville de Kiel célèbre tous les ans la Semaine de Kiel, événement nautique, qui se déroule la première semaine pleine du mois de juin. À cause du confinement, elle a exceptionnellement eu lieu la première semaine de septembre en 2020.
La ville de Kiel fête également tous les ans le Kieler Umschlag, qui commence le jeudi précédant le dernier week-end du mois de février. L'ancien maire de Kiel Asmus Bremer y est à l'honneur.

## Personnalités
- Pierre III de Russie (1728-1762), empereur de Russie, né à Kiel en 1728
- Frédéric de Schleswig-Holstein-Sonderbourg-Augustenbourg (1800-1865), prince de Nore, né à Kiel en 1800
- Karl Twesten, homme politique, né à Kiel en 1820
- Max Planck, physicien, né à Kiel en 1858
- Heinrich Ehmsen, peintre, né à Kiel en 1886
- Ernst von Salomon, écrivain, né à Kiel en 1902
- Wolfgang Hübener, archéologue, né à Kiel en 1924
- Bernhard Griese, officier de la Schutzstaffel (SS) décédé à Kiel en 1964
- Hans Geiger, physicien, co-inventeur du compteur Geiger développé à Kiel en 1928
- Walther Müller, physicien, co-inventeur du compteur Geiger développé à Kiel en 1928
- Uwe Beyer (1945-1993), athlète spécialiste du lancer du marteau
- Kim Dotcom, fondateur du site Megaupload, né à Kiel le 21 janvier 1974
- Andreas Korn, journaliste et présentateur de télévision, né à Kiel le 25 novembre 1974
- Carola Rackete, capitaine de navire et humanitaire, née à Kiel en 1988
- Rune Dahmke, handballeur, né à Kiel le 10 avril 1993

## Jumelages
La ville de Kiel est jumelée avec :
- Brest (France) depuis 1964
- Coventry (Angleterre) depuis 1967
- Vaasa (Finlande) depuis 1967
- Gdynia (Pologne) depuis 1985
- Tallinn (Estonie) depuis 1986 — à cette époque en Union soviétique
- Stralsund (Allemagne) depuis 1987 — à cette époque en RDA
- Kaliningrad (Russie) depuis 1992
- Sovetsk (Russie) depuis 1992